# Замък в Риволи
Замъкът в Рѝволи (на италиански: Castello di Rivoli) е една от савойските кралски резиденции в Пиемонт, Северна Италия. Незавършената сграда е от исторически интерес и е част от световното наследство на ЮНЕСКО. Намира се в град Риволи, около 15 км западно от град Торино. В замъка се помещава Музеят на съвременното изкуство на Замъка в Риволи, чийто директор е Каролин Христова-Бакърджиева..

## История

### Начални години
Хълмът Риволи, благодарение на стратегическото си положение по Пътя на Галиите, вт римския период е засегнат от поселища. За укрепената постройка “Castrum Riuollum” обаче за пръв път става въпрос през 1159 г. в диплома, с която император Фридрих I Барбароса отстъпва териториите на Риволи на епископите на Торино. 
Замъкът става част от савойските владения през 1247 г., тъй като това е стратегическа позиция между Торино и Вал ди Суза. Тогава Амадей IV Савойски изгражда истинска укрепена структура
През 1350 г. в него се провежда сватбата на Бианка Савойска и Галеацо Висконти.
През XV век Светата плащеница минава за първи път оттук в Пиемонт. Вече притежание на Савойците от 1457 г., свещената реликва често е премествана, за да я защитят от войни и крадци. Херцогиня Йоланда Френска нарежда кратко излагане за поклонение в Риволи, преди излагането ѝ край Пинероло на Великден 1478 г. и връщането ѝ в Шамбери.
Замъкът следва съдбата на Савойската династия до 1883 г., когато е продаден на Община Риволи. 

### Строеж на замъка
Когато Емануил Филиберт Савойски избира Торино за нова столица на Савойското херцогство, предвид факта, че градът все още е във френски ръце, той се установява с двора си в Риволи. Неговият наследник Карл Емануил е роден там на 12 януари 1559 г. под грижите и доброто покровителството на Нострадамус, призован да проследи бременността на херцогиня Маргьорит дьо Валоа. Проектът за разширяването на сградата е на арх. Асканио Витоци. Тя е модернизирана от архитектите Франческо Пачото и Доменико Понсело. 
Новият херцог Карл Емануил I възлага на архитектите Карло и Амедео ди Кастеламонте, баща и син, да превърнат древното средновековно имение в резиденция за отдих. И тук за първи път се появява Дългият ръкав (Manica Lunga) – по-ниска сграда, отделена от замъка, свързана само с пешеходен проход, много тесен и дълъг 120 метра в посока юг-запад-запад. Ръкавът е създаден да помещава художествената галерия на Карл Емануил I, съчетана със замък с 4 високи кули и никога непостроената църква „Свети Карло Боромео“. Строежът е завършен през 1670 г. Целият комплекс е замислен с правоъгълен план, след което се развива във височина, започвайки от етаж, издигнат над основата, който от своя страна е доминиран от други два етажа.
Замъкът е домакин на още важни събития като празнуването на рождения ден на Мария Кристина Бурбон-Френска, втората кралска мадам, на 10 февруари 1645 г. Днес единственият останал пример от този период е Залата на Амадей VIII на втория етаж, единствената оцеляла след преминаването на френските войски на маршал Никола дьо Катина, които опожаряват сградата през 1690 и 1693 г. поради Войната за испанското наследство. 
Виждайки как замъкът гори от Торино, младият херцог Виктор Амадей II Савойски си обещава да построи отново и да направи още по-красива тази резиденция, толкова тясно свързана с историята на Савойската династия и много обичана от него. Именно в Риволи той обявява както възкачването си на трона, така и абдикацията си през 1730 г. След обсадата на Торино през 1706 г. херцогът си връща владението върху териториите и нарежда преструктурирането на претърпените щети. Той първо поверява работата на арх. Микеланджело Гарове, който начертава Кралския път, днес торинския бул. „Франча“ – живописна пътна артерия, която води до новия кралски дворец. Сградата е разширена, повредените кули са разрушени и в горните е създадена система от двойни стълби, напомнящи на Леонардо, която и до днес води от приземния етаж до върха, без да се влиза в залите. 
След смъртта на Гарове през септември 1713 г. работите са поети от арх. Антонио Бертола. Бертола следва строежа още три години, докато Филипо Ювара не се намесва през 1716 г. Известният архитект тръгва от грандиозния проект на Гарове за кралски дворец. Строежът обаче не е завършен поради значителните разходи. Завършени са само разширенията на двете симетрични източни крила, но фасадата остава недовършена. Към това се добавят и събитията около Виктор Амадей II, който абдикира в полза на сина си Карл Емануил III и е затворен там от него през 1731 г. За случая сградата отново е модифицирана: към прозорците са добавени решетки и достъпът до Дългия ръкав е затворен.

### Упадък
Работите в замъка се възобновяват през 1793 г., но великите времена свършват, а замъкът става собственост на втория син на Виктор Амадей III – Виктор Емануил, херцог на Аоста, бъдещ крал на Сардиния, и на съпругата му Мария Тереза Австрийска-Есте. През 1794 г. са извършени някои промени от арх. Карло Рандони за поне частично използване на резиденцията. От този период е апартаментът на втория етаж, с напълно обновен и с модерен вкус, със стил, който гледа към Англия, в съответствие с новите идеи, донесени в Пиемонт от определена просветена аристокрация, която ще бъде проводникът на пристигането на нова работна сила в Риволи. От този период е стълбището, от което днес са останали само строителните графити, със стъпалата по стените на вътрешния атриум, съборени при реставрационните работи между 1979 и 1984 г.
В Наполеоновия период замъкът е затворен, както повечето други резиденции, много мебели вече ги няма, а други са отнесени в Торино. Императорът решава да дари комплекса на маршал Мишел Ней, херцог на Елхинген, като титулярен командир на кохорта на Почетния легион.
С Реставрацията работата е възобновена от арх. Рандони, но замъкът вече е загубил значението си. За покриване на разходите той е разделен и отдаден под наем на Община Риволи през 1863 г., която го използва за настаняване на армейски батальон. В тази връзка е решено да се изгради връзка между замъка и Дългия ръкав.
През 1883 г. е директно закупен от Община Риволи за сумата от 100 000 лири. Градската библиотека е преместена тук и някои мебели са запазени за Савойската династия, докато останалата част от сградата остава казарма. Войниците, които са в сградата до 1909 г., я повреждат, правейки промени, напълно небрежни към нея. 
През 1909 и 1911 г. благодарение на две изложби древният блясък на замъка се завръща, но за кратко.
Втората световна война унищожава голяма част от сградите. Бомбардировките оставят дълбоки рани в замъка, които са запушени през 1948 г. с първите спешни намеси на строителните инженери с простото намерение да не доведат до окончателно срутване на конструкцията.
През 1946 г. за два месеца замъкът е използван като общинско казино. Редовен негов посетител е Виторио Де Сика. 
Със Стогодишнината от обединението на Италия за замъка е заделена сумата от 1 млр. и 120 млн. лири, но тя е недостатъчна за възстановяването му и поради това отиваза други резиденции. 277 разселници живеят в Дългия ръкав, има и различни търговски предприятия: дъскорезница в двора, магазин за хранителни стоки, механична лаборатория и конюшни. Първите работи демонтират структурите на атриума, построен през военния период, и накрая теракотата на голямата част над недовършената сграда на Филипо Ювара е извадена на светло и почистена.

### Възраждане
В края на 60-те години на 20 век пристигат първите средства. Възраждането се свърза с архитекта Андреа Бруно, който прави първите проучвания и регистрира почти пълното изчезване на външните прозорци, щетите от дъжда и влагата върху щукатурите и картините, няколкото разкъсани тапицерии, прогнилите дървени ламперии. През 1978 г. се срутва сводът на голямата зала на втория етаж. Регион Пиемонт решава да се намеси и комплексът му е поверен с 29-годишен заем, за да го използва за обществени и културни функции. В помощ на замъка се появява маркиз Панца ди Биумо – важен колекционер на съвременно изкуство, който търси място за част от колекцията си.
През август 1979 г. започва реставрация, но само за замъка. Тя продължава до 1984 г., когато отново отваря врати като Музей на съвременното изкуство. Работата взема предвид цялата му история, зачитайки неговата архитектура. Има модерни допълнения като асансьор, голямо окачено стълбище, пътека върху оребрен свод от края на XVIII век и панорамна гледка на третия етаж.
От 1984 г. до 1986 г. Андреа Бруно започва работа по Дългия ръкав, но липсата на средства кара работата да бъде спряна, отваряйки отново едва през 1996 г. През февруари 2000 г. Дългият ръкав се връща към разкоша си. И тук структурата се поддържа чрез вмъкване на части като стоманения покрив във формата на обърнат корпус на свода или стоманени и стъклени стълби, прикрепени към конструкцията от XVII век.
Големите отворени прозорци в горната част осветяват залите на кафенето, превърнало се и в съкровищница на изкуството с произведения от колекцията. Изцяло роден от идеята на Андреа Бруно е Малкият ръкав, където се намира ресторантът.

## Музей на съвременното изкуство в замъка в Риволи
Музеят на съвременното изкуство в замъка в Риволи цели насърчаването на разбирането на нашата епоха чрез изкуството и културата, включвайки местната и международната общественост, за да насърчи социалния и граждански растеж на територията, на която оперира. В допълнение към събирането и излагането на произведения на изкуството Музеят е център за творчество, изследвания, образование и развитие на културата, особено в областта на съвременното изкуство в размисъл върху настоящето, което преминава през динамична връзка с миналото. Замъкът също е отправна точка за света на изкуството, установявайки за първи път в Италия модела на музей, посветен на съвременността. Със своите иновативни изложби и радикални артистични изпълнения от основаването си през 1984 г. музеят се развива, взимайки предвид уникалността на бароковата сграда, в която се помещава. Той е източник на вдъхновение за поканените художници, стимулирайки създаването на нови произведения, предназначени специално за постоянната колекция на музея.
Действайки както във физическите пространства на замъка, така и във виртуалните (уебсайт и други дигитални платформи), музеят е център за експериментиране, популяризиращ значими творци от множество поколения, различен географски и културен произход. Музеят оживява този процес, като организира съгласувана изложбена програма и публични събития, които освен че правят колекцията достъпна, включват организирането на нови интердисциплинарни временни изложби.
Една от отличителните характеристики на музея е вниманието към различни полета на изразяване. Той активно си сътрудничи с други културни институции, като организира театрални представления, концерти, филмови фестивали, както и семинари и конференции. Също така насърчава симпозиуми и кръгли маси, посветени на други дисциплини като литература, философия, музика и области като реставрация, консервация, включително физически и естествени науки.
Работейки на територията на Пиемонт и в диалог с множество италиански и международни музейни институции, със своя кураторски отдел, образователен отдел, изследователски център, библиотека, архиви и мултимедиен център, музеят работи като основен център на културата художествена, допринасяща за нейното разпространение, валоризация и изучаване чрез изготвянето на каталози и публикации с висока научна стойност и напреднали образователни програми. Колекцията включва произведения, притежавани от музея, произведения в дългосрочно съхранение, закупени за музея от CRT Фондация за модерно и съвременно изкуство, произведения от Фондация „Ривети“ и наскоро от Колекция „Черути“. Видео колекцията е закупена благодарение на подкрепата на Фондация „Компания ди Сан Паоло“.
Музеят има подкрепата на регион Пиемонт, Фондация CRT, град Торино, град Риволи и други меценати и благодетели.
Негов директор е Каролин Христова-Бакърджиева.

#### Вила „Черути“
Вила „Черути“, открита през май 2019 г., съхранява изключителната колекция на Франческо Федерико Черути, предприемач и колекционер, който умира през 2015 г. на 93-годишна възраст. Почти триста произведения на живописта и скулптурата, вариращи от Средновековието до съвременността, към които са добавени около двеста редки и древни книги със скъпоценни подвързии, златни фонове и повече от триста мебели и обзавеждане, включително важни килими и бюра от известни майстори на мебели: пътуване през историята на изкуството, от мебели до древни изкуства, от Ренесанса през XIX век до Модерната епоха, за частна колекция от най-високо качество, трудно сравними с други в Европа и по света. Шедьоври, вариращи от творбите на Бернардо Дади и Понтормо до тези на Реноар, Модиляни, Кандински, Клее, Бочони, Бала и Магрит, до Бейкън, Бури, Уорхол, Де Доминичи и Паолини.
Музеят за съвременно изкуство на замъка в Риволи, благодарение на споразумението, подписано през юли 2017 г. с Фондация „Франческо Фередико Черути“, е първият музей за съвременно изкуство в света, който включва в колекциите си енциклопедична колекция от миналото. Намерението е да се създаде нов модел на музей, в който изкуството на миналото се наблюдава от съвременна гледна точка, предизвиквайки уникален диалог между колекциите, днешните художници и шедьоврите на миналото.

## Вила „Мелано“
Под замъка е имало древна сграда на манастира на Ордена на монасите капуцини, датираща от XII век. Поради наполеоновата окупация на Торино в началото на XIX век структурата на манастира е превърната във величествен дом, чийто последен собственик е Марио Мелано, починал през 1926 г. След това вилата е оставена в състояние на изоставяне, превръщайки се в място на легенди и мистерии. След това е частично разрушена през 2011 г., за да се направи хотел, но той все още не е построен.

## Хронология
- 1606 – 1670: разширение и цялостно преоформяне по проект на херцогските архитекти Карло и Амедео ди Кастеламонте
- 1693: опожаряване от френски войски
- 1711: изграждане на новия път, свързващ Торино, проектиран от херцогския архитект Микеланджело Гарове
- ок. 1700 – 1713: разширяване и преоформяне на интервенции от архитектите Микеланджело Гарове и Антонио Бертола
- 1716 – 1734: дейности по разширяване и цялостно преоформяне въз основа на проект на първия архитект на Филипо Ювара, поръчан от Виктор Амадей II
- 1793 – 1794: реставрационни и адаптационни работи на сградата, ръководени от архитекта Карло Рандони
- 19 век: предназначен за военна употреба, изоставяне и прогресивна деградация
- 1970 – 1980: реставрация и откриване на Музея за съвременно изкуство

## Галерия с изображения
- Свързване между частта на Ювара и Дългия ръкав
- Вход на Дългия ръкав
- Съвременни присадки към Дългия ръкав
- Замъкът през нощта
- Дървен модел на замъка, съхранявам в Градския музей на древното изкуство в Торино
- Стара плоча на ресторант на стената на замъка